# Juraj Kukura
 Juraj Kukura (ur. 15 marca 1947 w Preszowie) – słowacki aktor.
W 1973 roku ukończył Wyższą Szkołę Sztuk Scenicznych w Bratysławie.

## Filmografia
- 1972: Adam Szangala[1]
- 1977: Cienie gorącego lata jako Ondrej Baran
- 1979: Boska Emma jako Victor
- 1982: O soli cenniejszej niż złoto jako Król Norbert
- 1992: Lepiej być zdrowym i bogatym niż biednym i chorym jako Robert
- 2000: Król sokołów jako Balador
- 2006: Ostatni pociąg jako Doktor Friedlich
- 2011: Hotel Lux  jako Wasili Ulrich

## Odznaczenia i wyrożnienia
- Krzyż Pribiny I klasy[2]
- Krištáľové krídlo (2019)[3]